# Керетский заказник
Керетский ландшафтный заказник (природный заказник «Керетский») — государственный природный заказник регионального подчинения в Лоухском районе Республики Карелии. Расположен на островах Кереть, Пежостров, Сидоров, Кишкин, ряде мелких островов и прилегающей к ним акватории Белого моря. Площадь — 4433 га.

## Общее описание
Первоначально был создан в 1972 году как охотничий заказник сроком на 20 лет площадью более 20 000 га. В 1992 году действие режима ООПТ было приостановлено, однако с целью сохранения уникальных ландшафтов Керетского архипелага в 2017 году постановлением Правительства Республики Карелии заказник был вновь создан как комплексный на территории, почти в пять раз меньшей изначальной.
Образован в целях сохранения особо ценных и уязвимых малонарушенных природных комплексов и объектов, расположенных в скальных островных ландшафтах на территории Лоухского района, а также для сохранения, восстановления и воспроизводства птиц в период весенней миграции, в том числе редких и находящихся под угрозой исчезновения, поддержания экологического баланса и содействия развитию туризма на территории Лоухского района.
Режим охраны территории запрещает вырубку леса, разведку и разработку полезных ископаемых, распашку земель, сбор птичьих яиц и пуха, а также ряд других направлений хозяйственной деятельности.

## География
Находится восточнее деревни Нижняя Полуньга.
Территория и акватория — часть Кандалакшского залива — одного из крупнейших заливов Белого моря, являющегося водно-болотным угодьем международного значения.
К северу от заказника расположен Кандалакшский заповедник.

## Фауна
Морская фауна беспозвоночных представлена 1109 видами, которые относятся к 32 типам. Планктонные формы представлены 8 типами, бентосные формы беспозвоночных относятся к 27 типам, паразитические формы — 10 типам. Фауна беспозвоночных Белого моря необычайно богата и разнообразна, хотя здесь не так много крупных форм. В целом для морской акватории заказника указано около 20 биоценозов.
Фауна позвоночных животных насчитывает 228 видов, из которых 179 видов — наземные. Фауна водных позвоночных насчитывает 49 видов, в том числе 40 видов рыб, включая внесённых в «Красную книгу Карелии» пресноводного лосося и озёрную форель. Из морских млекопитающих в акватории заказника встречаются 9 видов, в том числе краснокнижные морская свинья и кольчатая нерпа.

## Озёра
На островах заказника расположено около десяти озёр. Их возникновение относится к раннему голоцену. Первоначально они являлись приледниковыми водоемами по периферии ледникового массива на месте современного Белого моря. Возраст озер практически совпадает с возрастом Белого моря и составляет 13—14 тыс. лет. Все озера — олигомезотрофного типа.